# Trinity University (Texas)

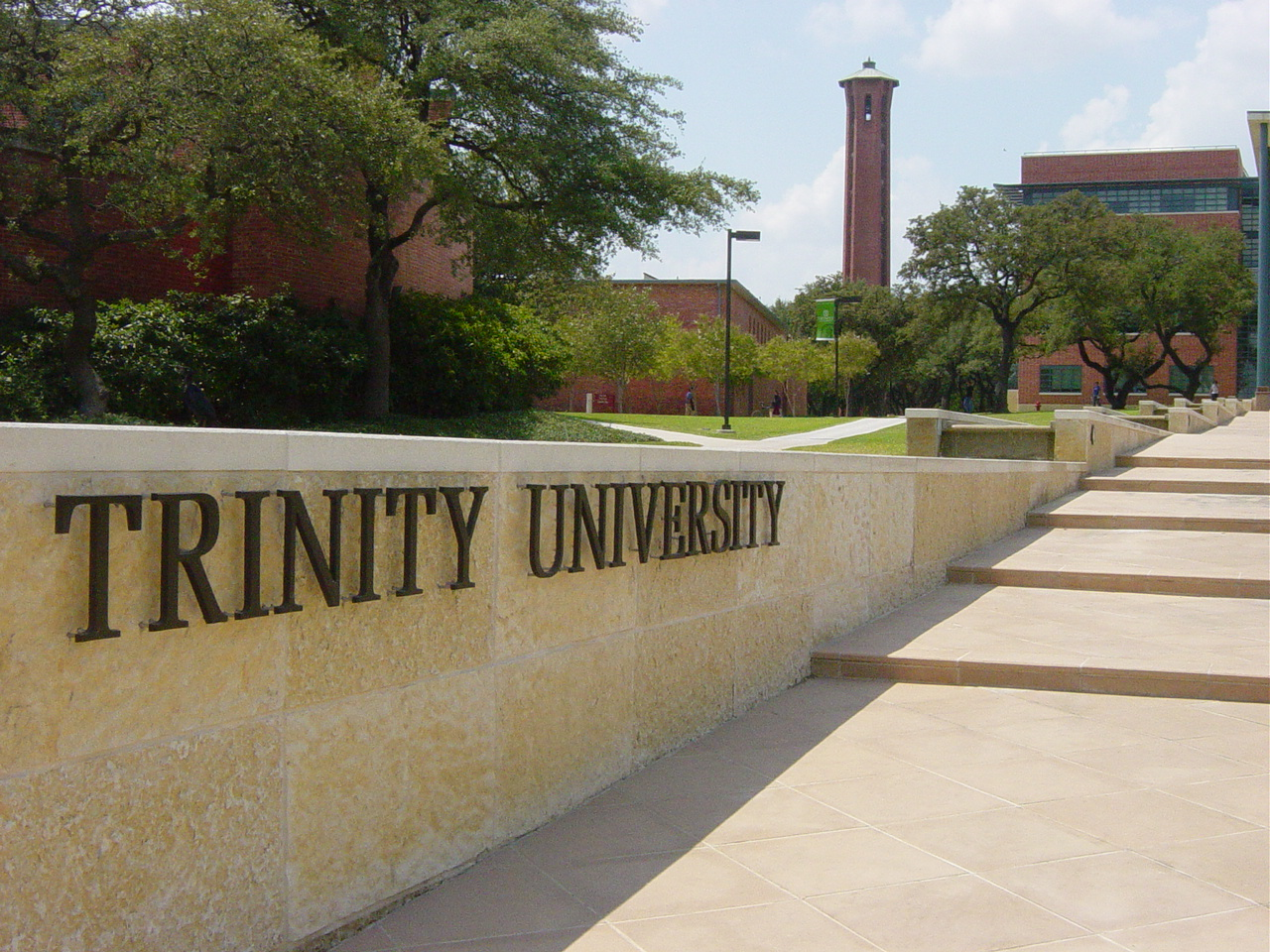
Trinity University, 2005

Die Trinity University ist eine US-amerikanische, private Hochschule in San Antonio, Texas (USA). Gegründet wurde sie 1869 in Tehuacana, Texas. Von 1902 bis 1942 befand sich der Campus der Hochschule in Waxahachie.
Die Universität wurde 2006 vom Magazin U.S. News & World Report zum 15. Mal in Folge als beste Universität ihrer Kategorie ausgezeichnet. Außerdem ist sie im von der amerikanischen Organisation Princeton Review herausgegebenen Hochschulführer „The Best 361 Colleges“ aufgeführt.
Das offizielle Motto der Universität ist „E Tribus Unum“ (aus dreien eine), da die Trinity University aus drei kleineren Colleges entstanden ist.

## Zahlen zu den Studierenden, den Dozenten und zum Vermögen
Im Herbst 2020 waren 2.677 Studierende an der Trinity eingeschrieben. Davon strebten 2.504 (93,5 %) ihren ersten Studienabschluss an, sie waren also undergraduates. Von diesen waren 52 % weiblich und 48 % männlich; 8 % bezeichneten sich als asiatisch, 4 % als schwarz/afroamerikanisch, 21 % als Hispanic/Latino und 56 % als weiß. 173 (6,5 %) arbeiteten auf einen weiteren Abschluss hin, sie waren graduates. Es lehrten 342 Dozenten an der Universität, davon 267 in Vollzeit und 75 in Teilzeit.
2005 studierten dort über 2700 Studenten. Der größte Teil davon waren Undergraduate-Studenten.
Der Wert des Stiftungsvermögens der Universität lag 2022 bei etwa 1,70 Mrd. US-Dollar und damit 0,7 % niedriger als 2021, da es damals 1,72 Mrd. US-Dollar betragen hatte (letzteres 35,1 % höher als 2020 mit 1,27 Mrd. $).

## Persönlichkeiten
Bekannte Absolventen sind u. a. der Filmproduzent Brunson Green (* 1967), Alice Walton, Chuck McKinley und die Schauspielerin Jaclyn Smith (* 1945). Die Schauspielerin Deanna Dunagan studierte an der Trinity.